# Glotta Nova
Glotta Nova je zasebno izobraževalno središče za odrasle s sedežem v Ljubljani, ustanovljeno leta 1992. 
Primarna dejavnost družbe je priprava in izvedba izobraževanj in usposabljanj s področja mehkih veščin (soft skills) za zaposlene v podjetjih in organizacijah v Sloveniji in tujini.
V okviru družbe deluje založba Glotta Nova, ki je od leta 1992 izdala 10 knjig s tematiko andragogike, poučevanja in izobraževanja odraslih.
Družba je članica konzorcija organizacij v projektu Centra vseživljenjskega učenja Ljubljanske urbane regije (CVŽU LUR), ki ga delno financira Evropska unija iz Evropskega socialnega sklada ter Ministrstvo za izobraževanje, znanost in šport Republike Slovenije.
Glotta Nova je ustanoviteljica  VSŠKV - Višje strokovne šole za kozmetiko in velnes Ljubljana, ki deluje od leta 2013.

## Organiziranost
Družba je notranje organizirana na več poslovnih področij, in sicer:
- Izvedba poslovnih izobraževanj, seminarjev in delavnic s področja poslovne komunikacije, javnega nastopanja, motivacije, vodenja, coachinga, timskega dela, dela s strankami, prodaje, trženja, razvoja kariere, kompetenc, upravljanja z znanjem, mentoringa, dobrega počutja in zdravja zaposlenih,...
- Šola za coache
- Šola NLP - nevrolingvistično programiranje
- Šola retorike
- Šola tujih jezikov in slovenščine
- Središče za samostojno učenje (SSU)
- Založništvo
- Izvedba celostnih IKT rešitev